# Аксуорти, Салли
Салли Джейн Аксуорси (англ. Sally Jane Axworthy; род. 1 сентября 1964) — британский посол в Ватикане, обладательница ордена Британской империи. Она замужем за Майклом Аксуорси и имеет четырех детей.

## Образование
Салли Аксуорси окончила аспирантуру по специальности «современная история» в Оксфордском университете, по специализации экономика и право.

## Карьера
Она поступила на работу в министерство иностранных дел в 1986 году. В 1987 году была сотрудником по вопросам обслуживания, охватывающим Венгрию и Чехословакию. С 1988 по 1989 год изучала русский язык в рамках подготовки к отправке в Москву, а в 1989 году в качестве третьего секретаря, коммерческого. Она оставалась в Москве до 1991 года, когда ее перевели в Киев в качестве второго секретаря по экономике.
С 1993 по 1994 год она была в Лондоне руководителем Политического отдела и Управления ООН. . В течение двух лет с 1998 года она возглавляла отдел Турции, Кипра и Мальты до того, как была отправлена в правительственный офис на юго-западе в качестве помощника директора.
19 сентября 2016 года она вручила свои верительные грамоты Папе Франциску, начав свою миссию в Святом Престоле.